# Methuen Cove
Die Methuen Cove ist eine Bucht an der Südküste von Laurie Island im Archipel der Südlichen Orkneyinseln. Sie liegt zwischen dem Kap Anderson und dem Kap Whitson.
Kartiert wurde sie bei der Scottish National Antarctic Expedition (1902–1904) unter der Leitung des schottischen Polarforschers William Speirs Bruce. Bruce benannte die Bucht nach dem Rechtsanwalt Harry Methuen, der sich gemeinsam mit Thomas B. Whitson (1869–1948), dem späteren Lord Provost of Edinburgh, um die finanziellen Belange der Expedition gekümmert hatte.